# Сервер списков рассылки
Сервер списков рассылки — программа, предназначенная для управления почтовыми списками рассылок. В задачи программ входит:
- предоставление интерфейса администраторам к функциям управления: настройке сервера рассылки, созданию/настройке/удалению списков рассылки, назначению владельцев/модераторов/редакторов списков рассылок, назначению прав доступа, управлению списками участников рассылок и другим.
- обработка запросов пользователя через почтовый или веб-интерфейс, касающихся списка рассылки: подписка на список рассылки, отписка от списка рассылки, получение информации о списке, восстановление пароля и так далее.
- приём и распространение сообщений в списках рассылки.
- ведение архивов списков рассылки.
- обработка сообщений о недоставке писем.